# زلفو آدیگوزلف
زلفو یا ذوالفقار آدیگوزلف (ترکی آذربایجانی: Zülfü Adıgözəlov; ۱ ژانویهٔ ۱۸۹۸ – ۳۰ مهٔ ۱۹۶۳) خواننده موسیقی‌های سنتی آذربایجانی در دوره شوروی سابق بود. وی پدر واصف آدیگوزلف، آهنگساز، رؤوف آدیگوزلف، ویولن‌نواز، و نیز پدربزرگ یالچین آدیگوزلف، رهب ارکستر بود.

## زندگی‌نامه
زلفو آدیگوزلف در خانواده ای نیمه کوچنشین و دامپرور در روستای قره‌دلاق در شهرستان آغجابدیع زاده شد. در دوران بچگی به صورت داوطلبانه آواز می‌خواند. ولی بعداً از هنرمندانی مانند «موسی شوشینسکی» و «تاتووس هاروتیونوف» با تمرکز بر رشته «راست» موسیقی مقامی آذربایجانی آموزش حرفه‌ای دید. در اواسط دهه ۱۹۲۰ به شهر گنجه نقل مکان و فعالیت‌های حرفه ایش را آغاز کرد. در سال ۱۹۲۷ بود که به باکو منتقل شد تا به عنوان تک‌خوان در فیلارمونیک دولتی آکادمیک آذربایجان کار کند. بین سال‌های ۱۹۲۹ تا ۱۹۳۲ به آوازخوانی در آکادمی ملی اپرا و تئاتر باله آذربایجان پرداخت. در جریان جنگ شوروی و آلمان، وی به همراه دیگر هنرمندان آذربایجانی کنسرتهای متعددی را برای سربازان در خط مقدم جبهه اجرا کرد.

## جایزه
- در سال ۱۹۴۳، زلفو آدیگوزلف نام خادم هنرمند افتخاری آذربایجان شوروی را دریافت کرد.[۳]